# Автомобільний міст через Ворсклу (Климентове)
Автомобільний міст через ріку Ворсклу — залізобетонний міст через річку Ворскла в селі Климентове Охтирського району Сумської області, на автотрасі «Суми-Полтава».

## Історія
Міст був побудований в 1960 році. В аварійному стані він перебував з 2005 року. У 2009 році було встановлено, що стан споруди в цілому — обмежено працездатний, або за класифікацією ДБН В.2.3-6-2002 — непридатний для нормальної експлуатації. Тому майже десятиліття був обмежений швидкісний режим та заборонений проїзд транспортних засобів вагою понад 15 тонн. Поступова реставрація почалась 2017 року, але активний ремонт тривав з середини 2019 до завершення липня 2020 року — в рамках програми «Велике будівництво». Будівельниками ТОВ «Сумимостобуд» було відремонтовано 580 м ділянки, включаючи сам міст довжиною 171 м та підходи орієнтовно близько 300 м. На першій стадії до існуюючого мосту прибудобували новий міст, потім (на другій стадії) перекрили існуючий міст та демонтували існуючу металеву ферма. Також повністю замінили залізобетонну прогонову будови та руслову прогонову будову, яка має довжину 53 м.
На відкриття новобудови приїжджав голова «Укравтодору» Олександр Кубраков.
За інформацією служби автомобільних доріг, вартість усіх робіт (у цінах 2020 року) склали понад 155,5 млн грн. З них 141 млн, склало саме будівництво. Решту грошей витратили на проєктно-кошторисну документацію та експертизи.
Міст було зруйновано військовими ЗСУ, щоб завадити пересуванню російських військ у перші дні повномасштабного російського вторгнення в Україну. Про це 25 лютого повідомили у військовій адміністрації Сумщини.
У 2023 році міст відновили, а влітку 2024 року почали ремонтувати.

## Загальні дані
Загалом мостовий перехід складає 580 м ділянку, включаючи сам міст довжиною 171 м. Безпосередньо руслова прогонову будова має довжину 53 м. Ширина проїжджої частини 9,5 метра, обабіч два тротуари для пішоходів по 2 метри. Гарантійний термін використання мосту через річку Ворскла мав тривати до 2070 року. До реконструкції довжина мосту складала 172 м, габарит проїзду 7 м з двома тротуарами по 0,65 м, які були перекриті дерев'яним настилом.